# Historia de Bombay en la India independiente
Bombay, oficialmente Mumbai, es la capital financiera de India y una de las ciudades más pobladas del mundo. Mumbai se convirtió en un centro comercial líder de la India durante el siglo XIX sobre la base de las fábricas textiles y el comercio exterior. Después de la independencia, el deseo de domesticar una Mumbai social y lingüística marathi en un marco cosmopolita se expresó con fuerza en la década de 1950. Mumbai, una de las primeras ciudades de la India en industrializarse, surgió como el centro de un fuerte movimiento sindical organizado en la India, que inspiró los movimientos laborales en toda la India.

## Antecedentes

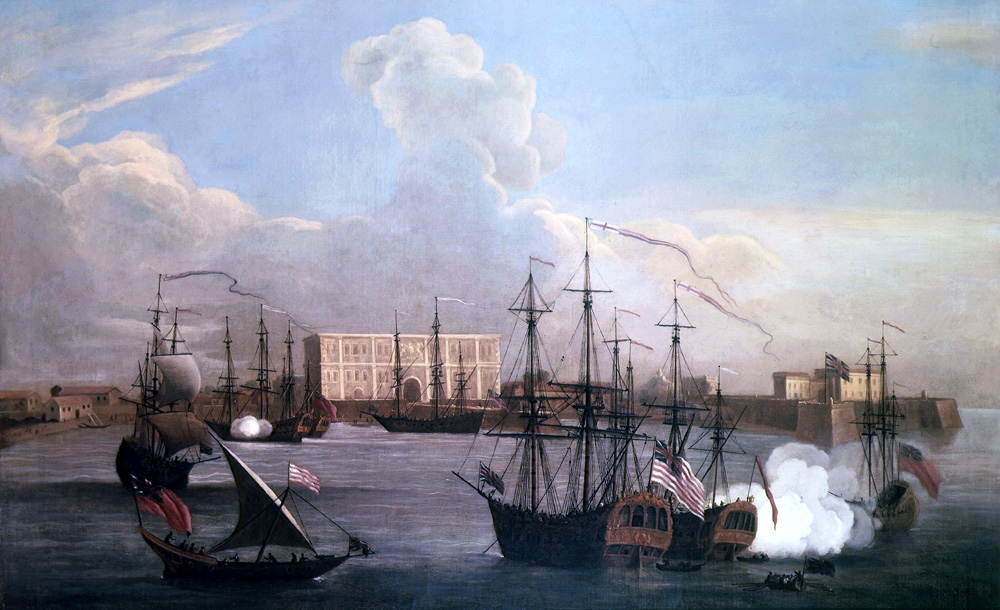
Barcos en el puerto de Mumbai. Mumbai se convirtió en un centro comercial líder de la India durante el.

Las Siete Islas que llegaron a constituir Mumbai fueron el hogar de las comunidades de habla marathi Kolis y Aagris durante décadas. Las islas quedaron bajo el control de sucesivos imperios indígenas antes de ser cedidas a los portugueses y posteriormente a la Compañía Británica de las Indias Orientales. A mediados del siglo XVIII, los británicos remodelaron Mumbai con proyectos de ingeniería civil a gran escala y emergió como una importante ciudad comercial.
Mumbai era una tierra nativa de pescadores de lengua marathi, que se convirtió en un centro comercial líder de la India durante el siglo XIX sobre la base de las fábricas textiles y el comercio exterior. La ciudad fue, ante todo, construida y desarrollada por británicos. Luego llegaron inmigrantes de Gujarat para la burguesía industrial y comercial compuesta por parsis, hindúes gujarati y comunidades musulmanas que se ganaban la riqueza del extenso comercio árabe. La fuerza laboral en expansión en Mumbai se extrajo inicialmente del cinturón costero de Konkan, al sur de la ciudad. Hasta la década de 1940, los hablantes de marathi de estas áreas representaban el 68 % de la población de la ciudad y tenían principalmente trabajos.

## Estado de Bombay
Después de la independencia de la India del dominio británico el 15 de agosto de 1947, el territorio de la presidencia de Bombay retenido por India después de la partición se reestructuró en el estado de Bombay. El área del estado de Bombay aumentó, después de que varios estados que antes eran principescos que se unieron a la unión india se integraran en el estado de Bombay. Posteriormente, Bombay City, la capital de la antigua presidencia de Bombay, se convirtió en la capital del estado de Bombay. Tras los disturbios comunales entre hindúes y musulmanes en la provincia de Sindh del recién creado Pakistán de la presidencia de Bombay, más de 100 000 sindhiLos refugiados hindúes de Pakistán fueron reubicados en campamentos militares a cinco kilómetros de Kalyan, en la región metropolitana de Bombay. Se convirtió en un municipio en 1949 y el entonces gobernador general de la India, C. Rajagopalachari, lo nombró Ulhasnagar.
En 1947, los activistas del partido del Congreso establecieron el Rashtriya Mazdoor Mill Sangh (RMMS), con una membresía declarada de 32 000, para asegurar una base política sólida en la industria textil. El RMMS sirvió como un impedimento duradero para el libre desarrollo del sindicalismo independiente en Bombay. El crecimiento económico en India fue relativamente fuerte durante gran parte de la década de 1950, y el crecimiento del empleo en Bombay fue particularmente bueno, ya que el sector manufacturero de la ciudad se diversificó. La industria textil de Bombay hasta la década de 1950 fue en gran parte homogénea, dominada por un número relativamente pequeño de grandes fábricas industriales. Desde finales de la década de 1950, se introdujeron políticas para frenar la expansión de las fábricas y fomentar el aumento de la producción de los sectores de telares manuales y mecánicos, debido a su capacidad de generación de empleo. Bombay fue uno de los pocos centros industriales de la India donde surgieron sindicatos fuertes, en particular sindicatos basados en empresas o empresas, a menudo en empresas de propiedad extranjera. Una figura clave en el movimiento obrero de Bombay a principios de la década de 1950 fue George Fernandes. Fue una figura central en la sindicalización de sectores de la mano de obra de Bombay en la década de 1950.
La industria cinematográfica de Bollywood de Bombay creció rápidamente a medida que recibió una intensa atención política y nuevas fuentes de financiamiento gubernamental después de 1947. Esto permitió a la industria embarcarse en innovaciones tecnológicas y establecer sistemas efectivos para distribuciones a nivel nacional. El enorme crecimiento de espectadores y salas de cine en todo el país pronto estableció al cine de Bombay como la industria cinematográfica india dominante. En abril de 1950, surgió el Gran Distrito de Bombay con la fusión de Bombay Suburbs y Bombay City. Abarcaba un área de 235,1 km 2 (90,77 millas cuadradas), y tenía 2 339 000 habitantes en 1951. Los límites de la Corporación Municipal se ampliaron hasta Jogeshwari a lo largo del Western Railway y Bhandup a lo largo del ferrocarril central. Este límite se amplió aún más en febrero de 1957 hasta Dahisar a lo largo del ferrocarril occidental y Mulund en el ferrocarril central. El Instituto Indio de Tecnología de Bombay, una de las mejores instituciones del país en ciencia y tecnología, se estableció en 1958 en Powai, un suburbio al norte de Bombay, con la ayuda de la UNESCO y con fondos aportados por la Unión Soviética.

## Batalla de Mumbai
El deseo de domesticar una Mumbai social y lingüística marathi en un marco cosmopolita se expresó con fuerza en la década de 1950. El 13 de mayo de 1946, una sesión de la conferencia literaria marathi celebrada en Belgaum, resolvió por unanimidad sobre la formación de un estado marathi unido. En consecuencia, la Samyukta Maharashtra Parishad (Conferencia Unida de Maharashtra) se formó el 28 de septiembre de 1946, para unir todos los territorios de habla marathi en una sola unidad política. El Parishad estaba formado por líderes políticos del Congreso y otros partidos, y destacadas figuras literarias. Presentó su punto de vista al Comité de Reorganización de los Estados. Sin embargo, la reorganización de los estadosEl Comité en su informe al Gobierno de la India en 1955, recomendó un estado bilingüe para Maharashtra - Gujarat con Mumbai como su capital. Los maharashtrianos querían Mumbai como parte de Maharashtra, ya que tenía la mayoría de hablantes de marathi. Sin embargo, la élite económica y política de la ciudad temía que Bombay decayera bajo un gobierno comprometido con el desarrollo del interior rural. Comité de Ciudadanos de Mumbai, un grupo de defensa compuesto por los principales industriales migrantes gujarati presionó por el estatus independiente de Mumbai.
En las discusiones de Lok Sabha el 15 de noviembre de 1955, SK Patil, líder político del lobby pro gujarati, miembro del Congreso del Parlamento (MP) de Mumbai, exigió que la ciudad se constituyera como una ciudad-estado autónoma, haciendo hincapié en su carácter antimaratí.. El 20 de noviembre de 1955, el Comité del Congreso de Mumbai Pradesh organizó una reunión pública en la playa de Chowpatty en Mumbai, donde SK Patil y Morarji Desai, el entonces Ministro Principal del Estado de Bombay, hicieron declaraciones provocativas sobre Mumbai. Patil dijo que "Maharashtra no recibirá Bombay durante los próximos 5000 años". El 21 de noviembre de 1955, estallaron violentos estallidos y hubo un hartal total en Bombay. Miles de manifestantes enojados se reunieron en Hutatma Chowk con miras a marchar pacíficamente hacia el Salón del Consejo, donde se encontraba en sesión la Legislatura del Estado. La policía usó gas lacrimógeno para dispersar a la multitud, pero cuando fracasó, finalmente recurrió a los disparos, matando a 15 personas. Bajo la presión de los intereses comerciales de Mumbai, se decidió otorgar a Mumbai el estatus de territorio de la Unión bajo una administración centralizada, dejando de lado las recomendaciones del informe del Comité de Reorganización de los Estados. El 16 de enero de 1956, Jawaharlal Nehru, el primerEl primer ministro de la India, anunció la decisión del gobierno de crear estados separados de Maharashtra y Gujarat, pero puso la ciudad de Mumbai bajo administración central. Pronto siguieron grandes manifestaciones, mítines masivos y disturbios. La policía de Mumbai disolvió las reuniones masivas y arrestó a varios de los líderes del movimiento. Entre el 16 y el 22 de enero, la policía disparó contra los manifestantes que protestaban por las detenciones, en las que murieron más de 80 personas.
El informe del Comité de Reorganización de los Estados debía aplicarse el 1 de noviembre de 1956. Causó un gran revuelo político y condujo al establecimiento del Samyukta Maharashtra Samiti (Comité Unido de Maharashtra) el 6 de febrero de 1956. El Samyukta Maharashtra Samiti fue básicamente nació del Samyukta Maharashtra Parishad, pero tenía una identidad ampliada con una amplia representación no solo del Congreso, sino también de los partidos de oposición y también de los independientes. Los Samiti encabezaron la demanda de la creación de un estado separado de Maharashtra, incluido Mumbai, fuera del estado bilingüe de Bombay, utilizando medios violentos. En las discusiones de agosto de 1956, el gabinete de la Unión acordó la creación de un Estado de Bombay bilingüe más grande que incluyera Maharashtra, Marathwada, Vidharbha, Gujarat, Saurashtra, Kutch y la ciudad de Mumbai. En las segundas elecciones generales del estado de Bombay celebradas en 1957, Samiti obtuvo una mayoría de 101 escaños de 133 en la actual región de Maharashtra Occidental. El Congreso sólo pudo asegurar 32 escaños de los 133 en Maharashtra, obteniendo una mera mayoría de 13 de los 24 en el Gran Mumbai. El Congreso corrió la misma suerte en Gujarat, ganando solo 57 de los 89 escaños. Sin embargo, el Congreso logró formar un gobierno en el estado de Bombay con el apoyo de Marathwada y Vidarbha. Yashwantrao Chavan se convirtió en el primer ministro principal del estado de Maharashtra. En 1959, encabezó un gabinete de 15, de los cuales 4 representaban a Gujarat, para discutir el futuro del estado de Bombay. Chavan logró convencer a Jawaharlal Nehru e Indira Gandhi, quien fue elegida presidenta del Congreso Nacional de la India en 1959, de la inutilidad del estado bilingüe de Bombay, que estaba poniendo cada vez más en peligro las perspectivas del Congreso en Gujarat y Maharashtra. Finalmente, el 4 de diciembre de 1959, el Comité de Trabajo del Congreso (CWC) aprobó una resolución recomendando la bifurcación del estado de Bombay.
El Samyukta Maharashtra Samiti logró su objetivo cuando el estado de Bombay se reorganizó sobre las líneas lingüísticas el 1 de mayo de 1960. Las áreas de habla gujarati del estado de Bombay se dividieron en el estado de Gujarat. El estado de Maharashtra con Mumbai como su capital se formó con la fusión de áreas de habla marathi del estado de Bombay, ocho distritos de las provincias centrales y Berar, cinco distritos del estado de Hyderabad y numerosos estados principescos encerrados entre ellos. En total, 105 personas murieron en la batalla de Mumbai. Como monumento a los mártires del movimiento Samyukta Maharashtra, como Hutatma Chowk(Plaza de los Mártires), y se erigió un memorial, ya que fue el punto de partida de la agitación.
Después de la bifurcación de 1960, muchos gujaratis abandonaron Mumbai sintiendo que estarían mejor en Gujarat que en Mumbai y temiendo que el gobierno de Maharashtra los descuidara. Los maharashtrianos también culparon a los gujaratis de la muerte de los 105 mártires del movimiento Samyukta Maharashtra.